# Cimetière militaire britannique de Combles
Le Cimetière militaire britannique de Combles (Combles Communal cemetery extension ) est un cimetière militaire de la Première Guerre mondiale, situé sur le territoire de la commune de Combles, dans le département de la Somme, au nord de Péronne.

## Histoire
Le village fut pris le 26 août 1916 par des unités de la 56e division britannique et de l'armée française;. Il resta la possession des Alliés jusqu'au 24 mars 1918 lorsqu'l fut repris par la Allemands malgré une défense opiniâtre de la brigade sud-africaine au bois de Marrieres.
Le cimetière britannique de Combles fut créé en octobre 1916, après la prise du village, par les troupes françaises. De décembre 1916 à mars 1917, les Britanniques y ensevelirent leurs morts. En août-septembre 1918, des soldats de la 18e division britannique y furent inhumés après la reprise du village. Après le 11 novembre 1918, 194  dépouilles de soldats allemands inhumés dans ce cimetière furent transférées dans d'autres lieux. 944 corps de soldats britanniques précédemment enterrés dans d'autres lieux, furent inhumées ici.

## Caractéristiques
Le cimetière britannique est situé près du cimetière communal de Combles. Les dépouilles de 1 507 soldats y reposent parmi eux, 1 467 Britanniques, 22 Australiens, 11 Sud-Africains et 7 Canadiens.

### Galerie

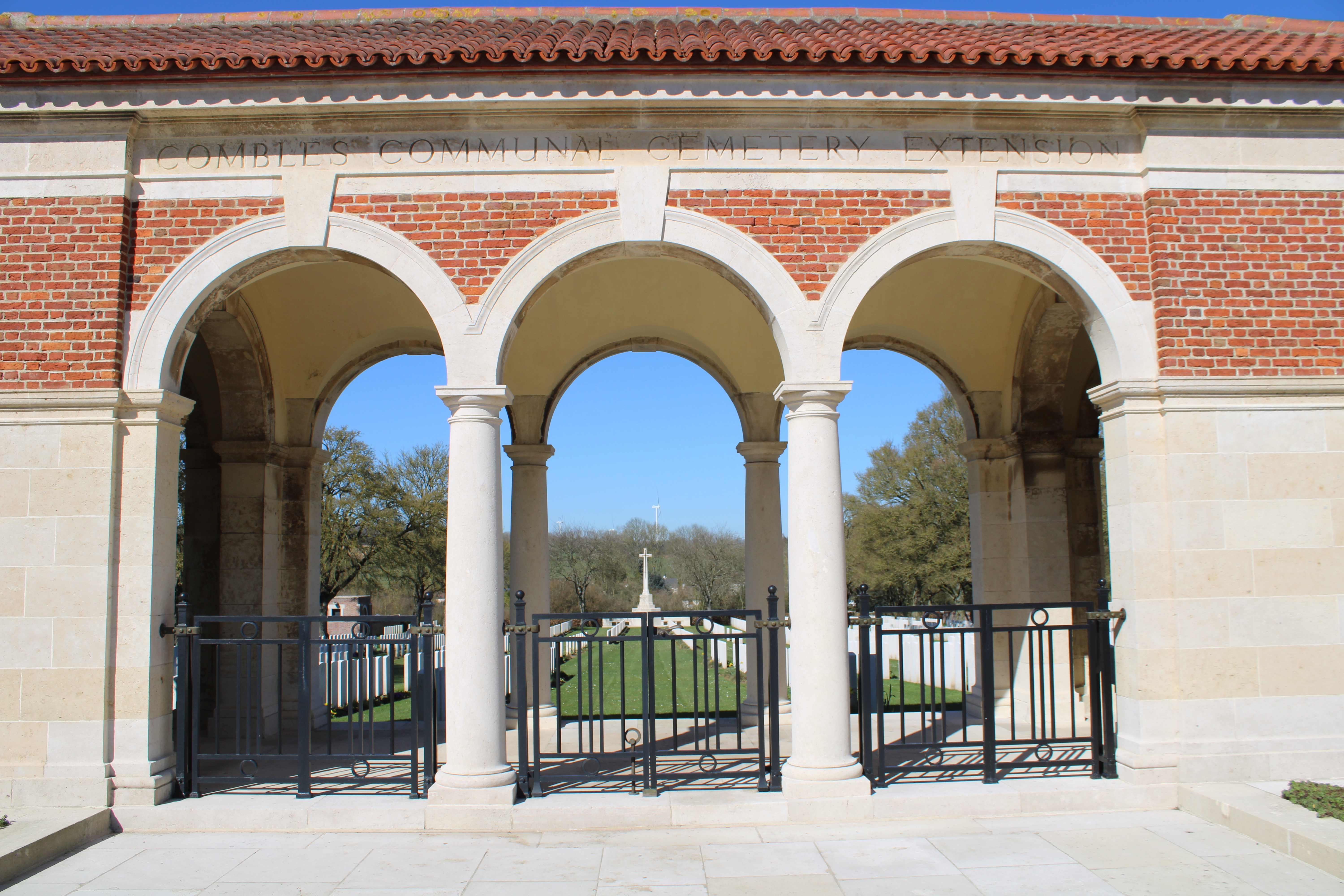
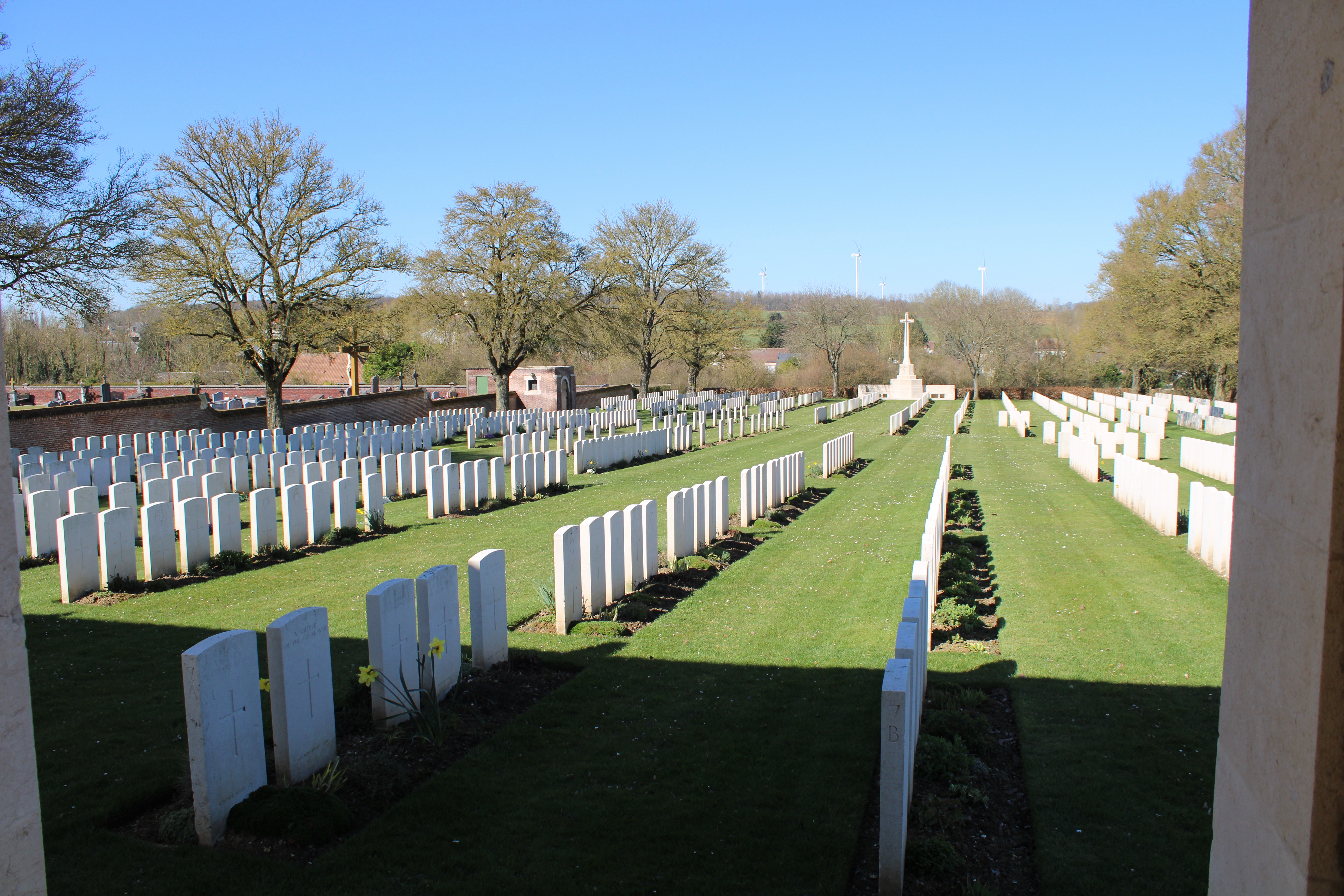
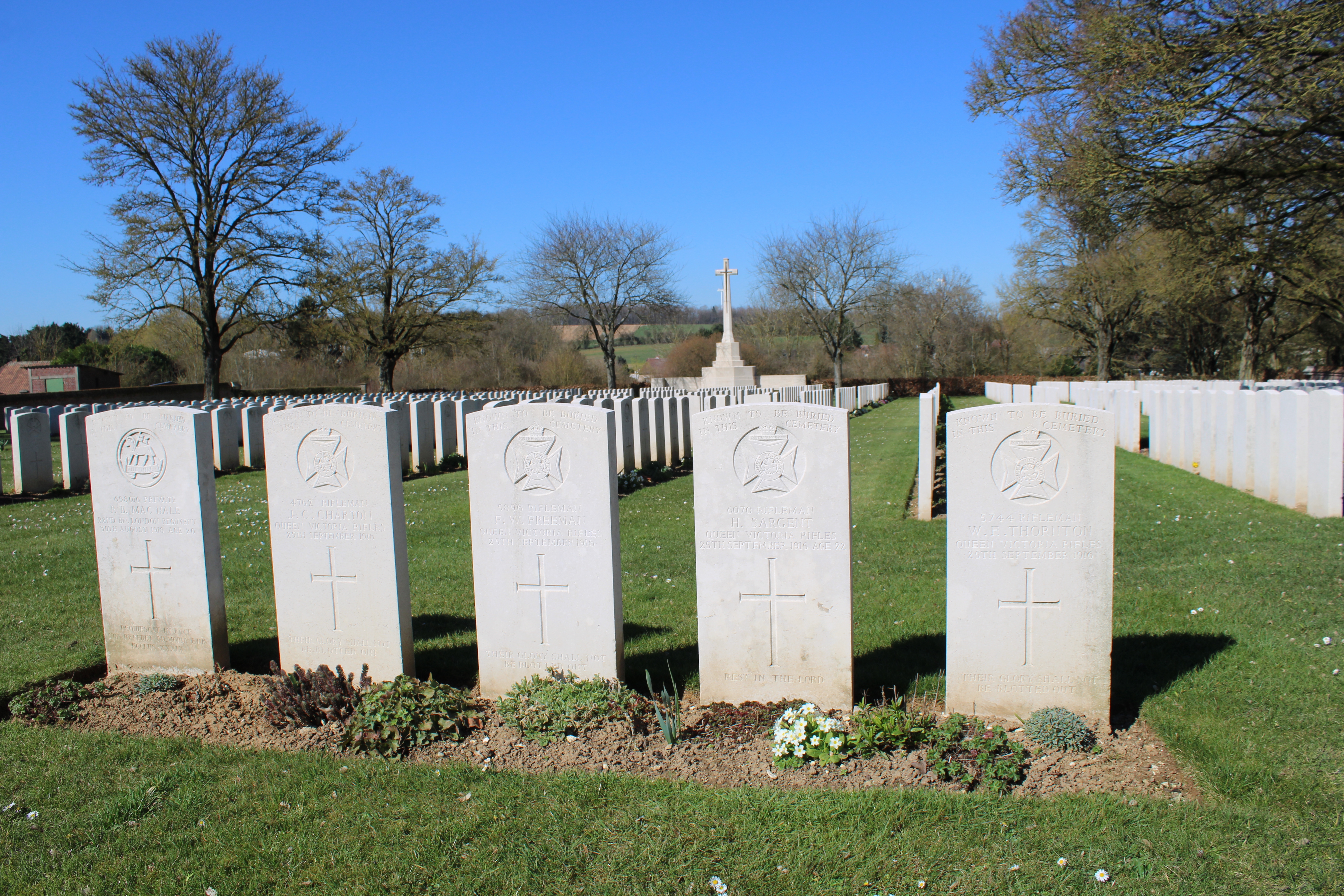
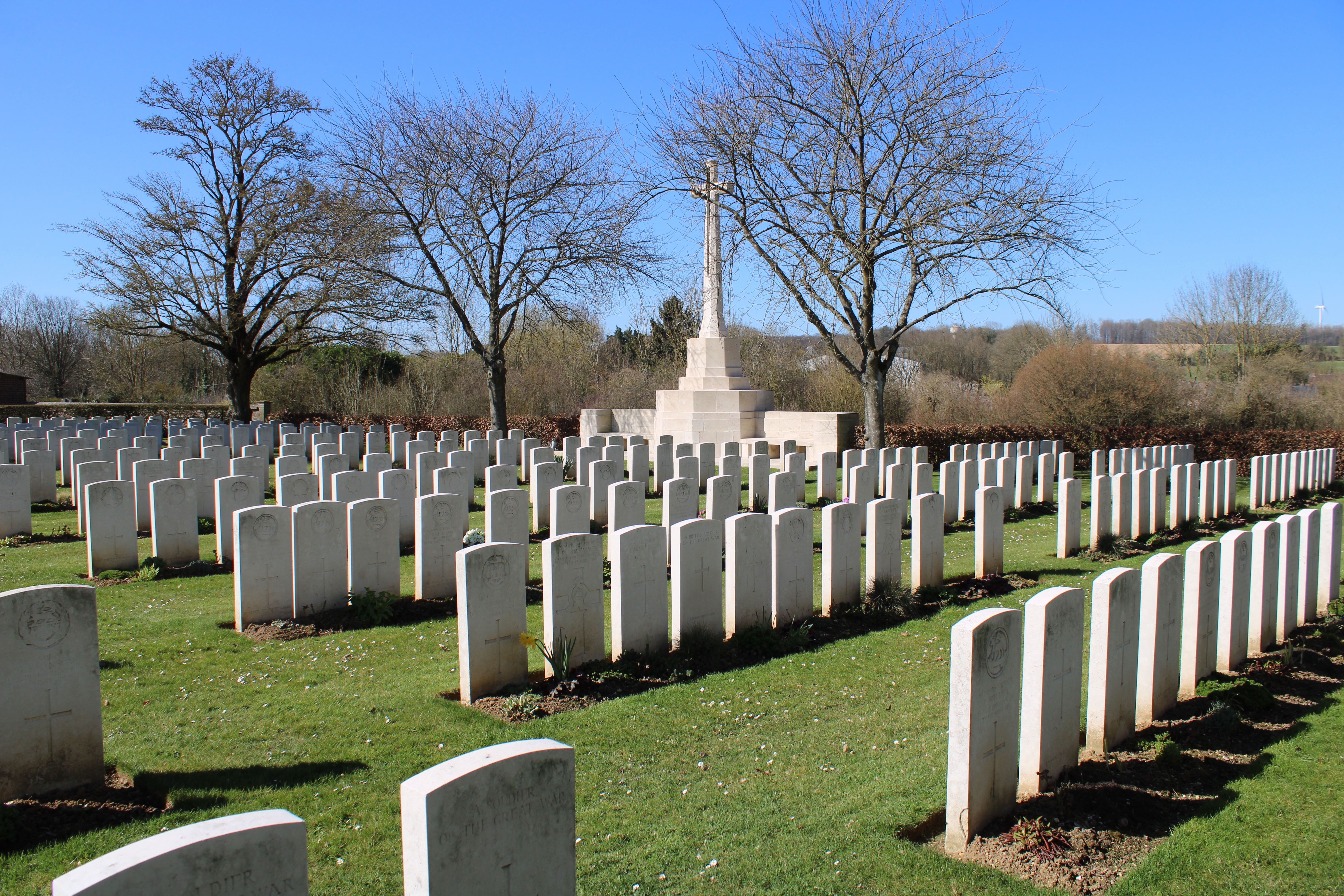
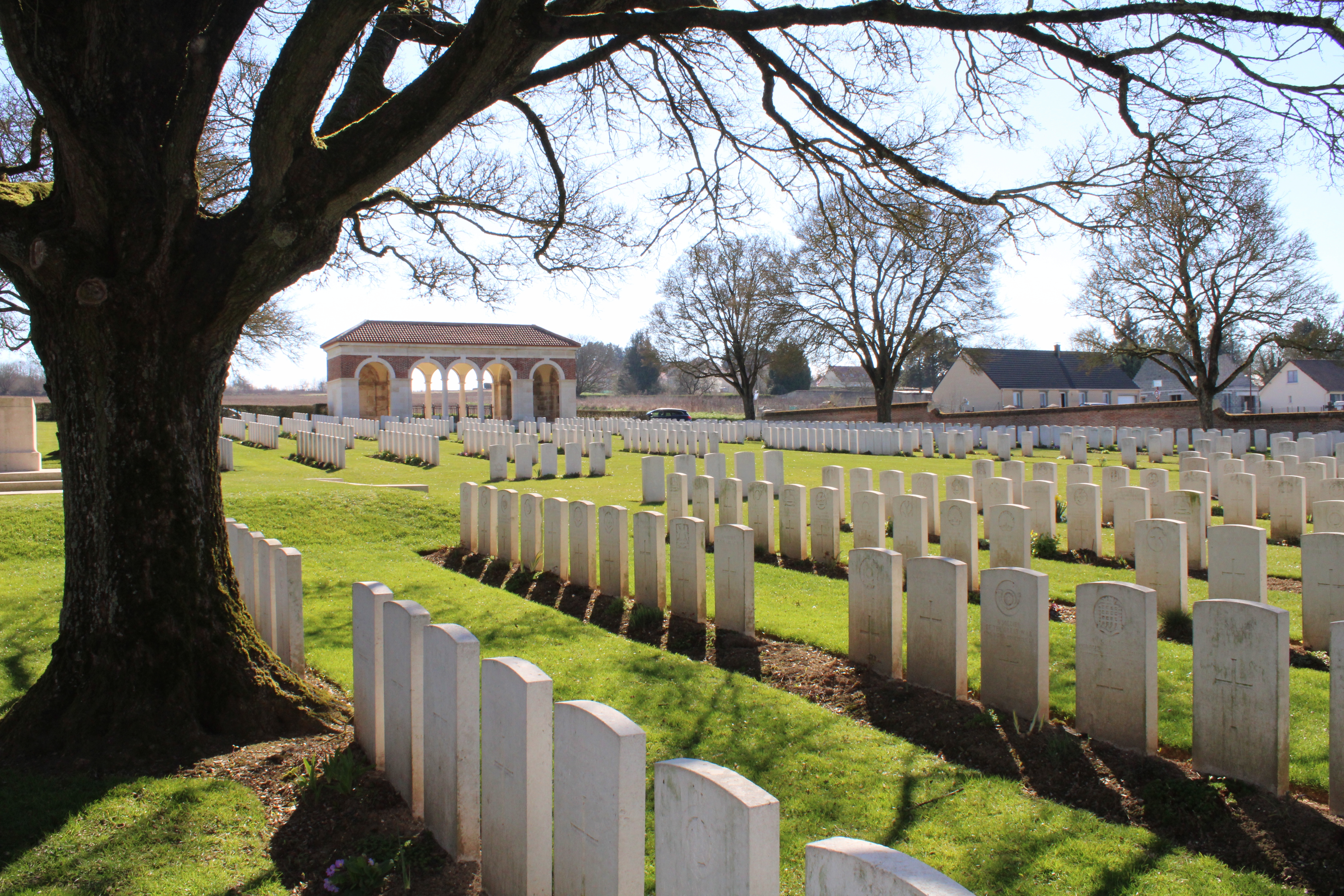
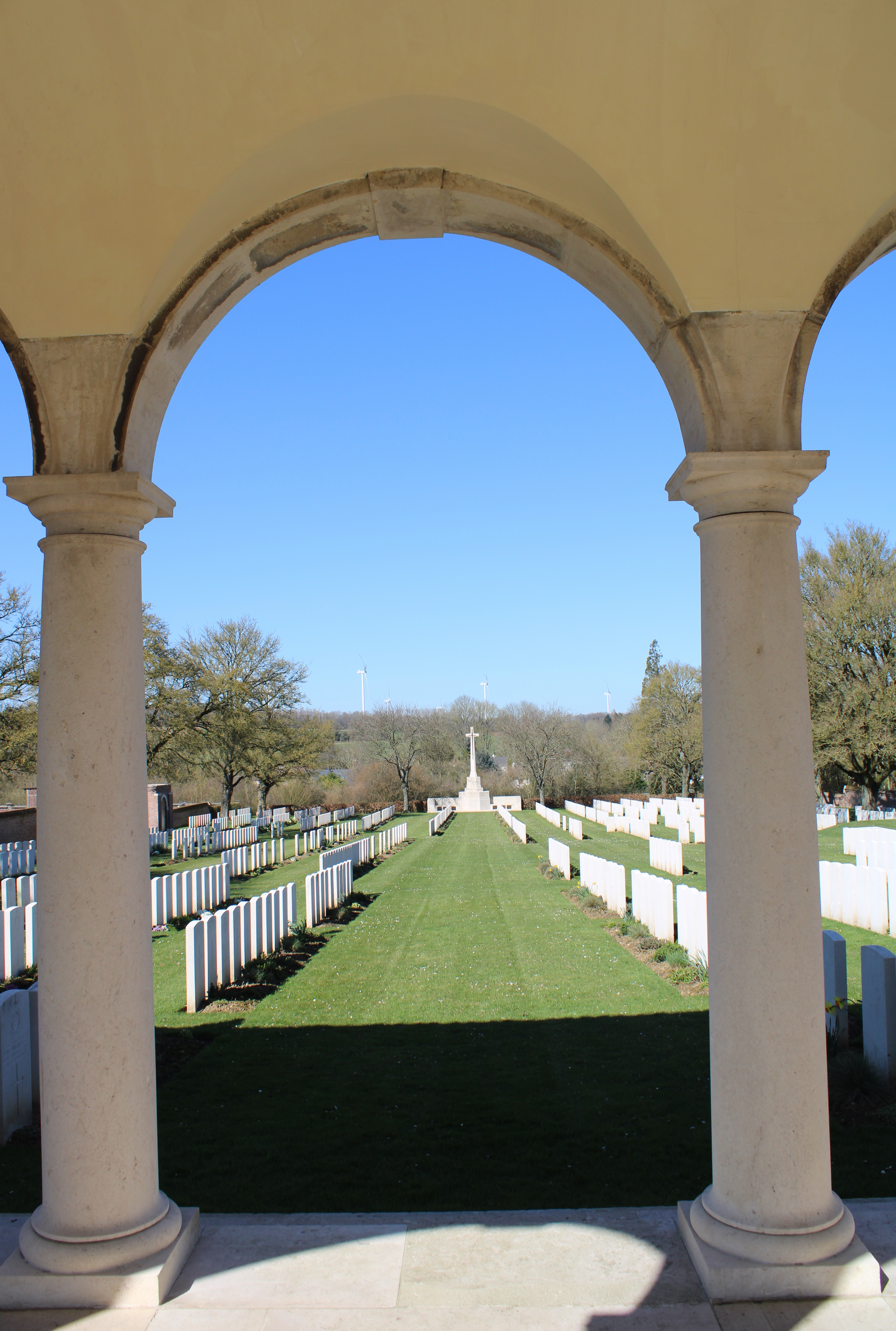

### Sépultures
| Pays           | Sépultures |
| -------------- | ---------- |
| Royaume-Uni    | 1467       |
| Australie      | 22         |
| Afrique du Sud | 11         |
| Canada         | 7          |
| Total          | 1507       |